# ブレンニリス原子力地区
ブレンニリス原子力地区（ブレンニリスげんしりょくちく、フランス語：Site nucléaire de Brennilis）は、フランス共和国フィニステール県ブレンニリス（fr:Brennilis）とロックフレ（fr:Loqueffret）の近傍に所在する原子力関連施設。かつては原子力発電所であった。施設はサン＝ミシェル貯水池（fr:Réservoir de Saint-Michel）の東岸にあり、ブレストの東45km、ロリアンの北西80kmに位置している。

## 歴史
原子力庁主導により実験原子炉の建設は1962年に開始された。形式は低濃縮ウランを燃料とし、重水と冷却された二酸化炭素を用いたガス冷却重水炉（HWGCR）で、7万kWの発電能力があり、1966年12月23日には原子炉の大部分は完成し、1967年7月9日から運転を開始する。
しかし、1971年に政府はアメリカ合衆国で開発された加圧水型原子炉を主力原子炉とすることを公表し、以後のフランス国内の原子炉技術の方向性が定まった。
1975年8月15日、2度の爆発でタービンが小破し、多数の窓ガラスや電話機が破壊された。これについて過激派のブルターニュ解放戦線（fr:Front de libération de la Bretagne）が犯行声明を出す。
1979年にもブルターニュ解放戦線＝ブルターニュ革命軍（en:Breton Revolutionary Army）によって発電所入り口にあった送電鉄塔2本が破壊される。これはテロリストによって原子力発電所が操業を停止した最初の事例となった。

## 廃止措置の経験
ブレニリ原子力発電所はフランス最初の原子炉解体（廃炉）のモデルケースとなる。原子力庁とフランス電力は後続する廃止のためのモデルとして活用できるよう、透明性のある作業工程を作成する意向を発表する。作業工程は3段階に分けられる。

### 第1段階
第1段階は1985年に開始し、燃料交換停止され核燃料は使用済燃料プールに保管されるも、所内にあった核燃料は最終的に別の場所に移送される。
- 核燃料の排出。
- 排水管系統
- 完全な運転の終了

### 第2段階
1995年に公聴会が開催され第2段階に至る「部分的解体」に着手する。1996年には所内の「緑化」のための事前調査が1999年内に提出されると決定される。1996年以降、既に建物3棟が解体されている。
- 原子炉を除いた建物の除染と解体。
- 核廃棄物の排出。
- 原子炉圧力容器の封じ込め。

2000年12月13日、地下水位の上昇により化学処理施設内が浸水する。2001年1月には統合中枢施設で火災が確認される。2005年に第2段階は正式に終了する。

### 第3段階
第3段階は主に原子炉圧力容器の抑制が含まれ現在進行中である。
- 蒸気発生器の解体
- 原子炉圧力容器の解体。
- 原子炉格納容器の解体。

原子炉建屋の解体は2015年から2020年までが予定されており、2006年2月9日デクレに拠って原子炉大部分部の解体が承認される。

### 原子炉の特性
各原子炉の特性は以下のとおり。
| 原子炉名         | 格納容器形式 （原子炉形式） | 容量（MW）        | 容量（MW）      | 容量（MW）      | 運用者                    | 建造者 | 建設開始 | 試験運転開始 | 営業運転開始 | 原子炉の運転終了 |
| 原子炉名         | 格納容器形式 （原子炉形式） | 炉心熱出力（MWt） | 定格出力（MWe） | 平均出力（MWe） | 運用者                    | 建造者 | 建設開始 | 試験運転開始 | 営業運転開始 | 原子炉の運転終了 |
| ---------------- | --------------------------- | ----------------- | --------------- | --------------- | ------------------------- | ------ | -------- | ------------ | ------------ | ---------------- |
| Brennilis / EL-4 | - (ガス冷却重水炉)          |                   | 70              |                 | * フランス電力 * 原子力庁 |        | 1962年   | 1967年       |              | 1985年           |